# Trastevere (film)
Pour plus de détails, voir Fiche technique et Distribution.
Trastevere est une comédie à l'italienne réalisée par Fausto Tozzi et sortie en 1971.
Le titre fait référence au lieu de tournage, le Trastevere, un quartier de Rome populaire parfois surnommé le « Montmartre romain », situé sur la rive droite du tibre.

## Synopsis
Mao est un chien bouledogue perdu par le baryton Enrico Formichi, qui tente en vain de signaler sa disparition à la police. La bête, ainsi laissée sans propriétaire, est recueillie par les personnages les plus divers du Trastevere.
Le premier à la trouver est le fils de Toto, un contrebandier. Le jour même, Toto voit sa maison perquisitionnée par la Guardia di Finanza et sa réserve de cigarettes est saisie : les soldats demandent au nom de quel membre de la famille l'entreprise doit être enregistrée, un seul étant nécessaire pour être arrêté ; après un bref conseil de famille, le choix se porte sur la belle-mère de Toto.

## Fiche technique

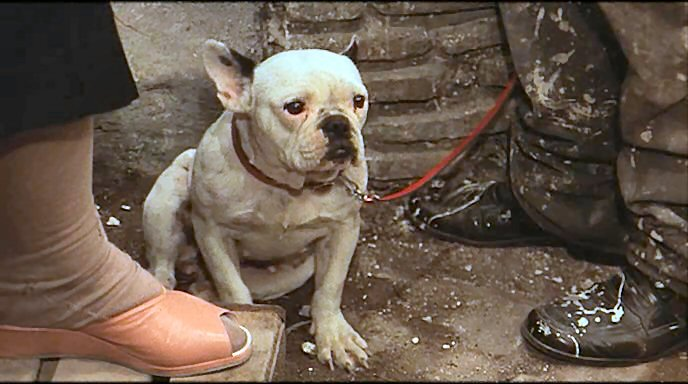
Le bouledogue Mao, premier personnage du film qui fait le lien entre tous les autres.

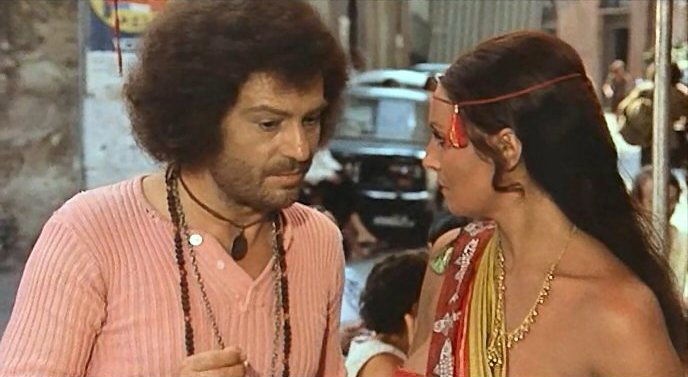
Carmelo (Nino Manfredi) et Rama (Rosanna Schiaffino).

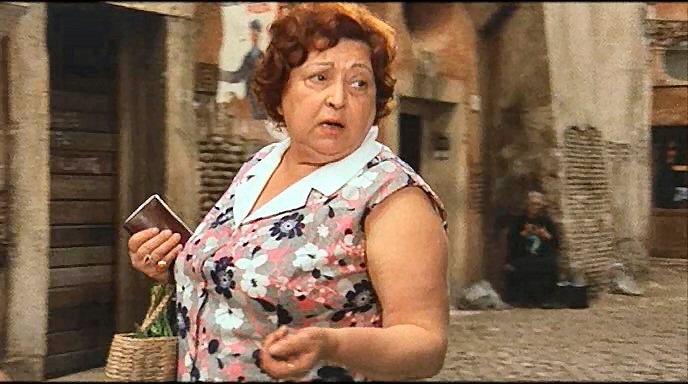
Gina Mascetti.

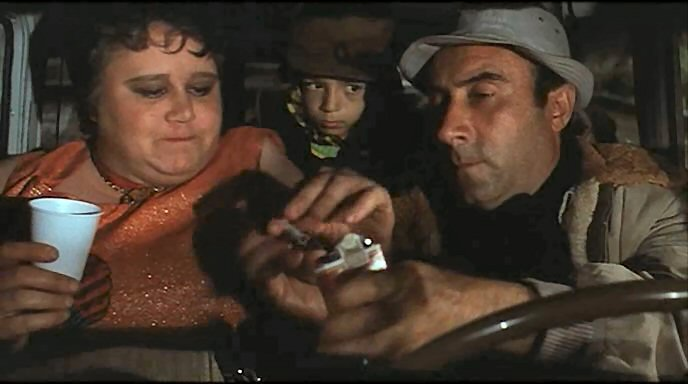
Fiamette Baralla et Enzo Cannavale.

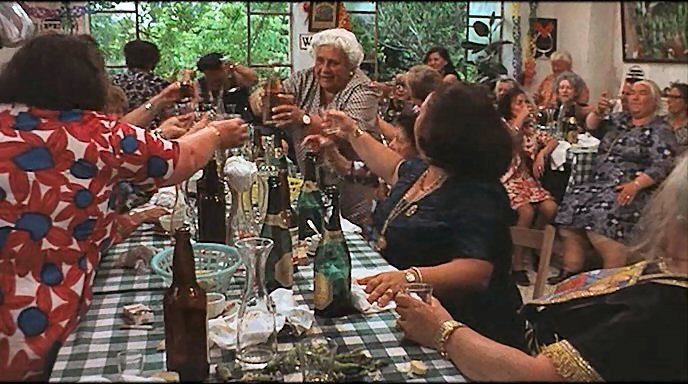
Scène du banquet.

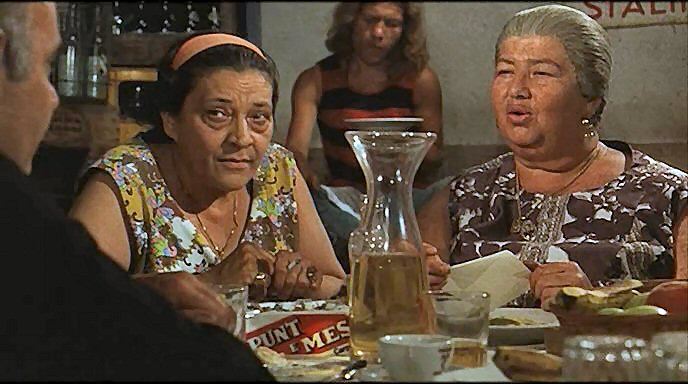
Nicolina et Regina.

- Titre original italien : Trastevere[1]
- Réalisateur : Fausto Tozzi
- Scénario : Fausto Tozzi
- Photographie : Arturo Zavattini
- Montage : Nino Baragli, Carlo Reali
- Musique : Guido et Maurizio De Angelis
- Décors : Giantito Burchiellaro (it)
- Production : Alberto Grimaldi, Enzo Provenzale
- Sociétés de production : Produzioni europee associate
- Pays de production :  Italie
- Langue originale : italien
- Format : Couleur par Technicolor - 1,85:1 - Son mono - 35 mm
- Durée : 97 minutes
- Genre : Comédie à l'italienne
- Dates de sortie :
  - Italie : 13 novembre 1971

## Distribution
- Nino Manfredi : Carmelo Mazzullo
- Rosanna Schiaffino : Caterina Peretti, dite « Rama »
- Vittorio Caprioli : Don Ernesto
- Ottavia Piccolo : Nanda
- Vittorio De Sica : Enrico Formichi
- Leopoldo Trieste : le professeur
- Mickey Fox : Sœur Regina
- Milena Vukotic : Delia
- Gigi Ballista : le Comte
- Ronald Kerry Pennington : Kerry
- Luigi Uzzo : Cesare
- Lino Coletta : Alvaro Diotallevi
- Don Powell : John
- Rossella Como : Teresa
- Fiammetta Baralla : Gigliola
- Enzo Cannavale : Straccaletto
- Nino Musco : le brigadier
- Luigi Valanzano : Alfredo, le barman
- Stefano Colazingari : le fils de Straccaletto
- Marcella Valeri : Mme Nicolina
- Lino Murolo : le policier
- Goffredo Pistoni : Toto
- Vittoria Di Silverio : Amalia
- Luciano Pigozzi : Righetto
- Olga De Marco : Cesira
- Gérard Boucaron : Checco
- Alberto Ciaffone : Settimio Rotoletti
- Gina Mascetti : Gertrude
- Franca Scagnetti : Maria

## Production
Trastevere, dont le titre de travail était Requiem per Trastevere, est la première réalisation de Fausto Tozzi.

« Tozzi était le fils d'un collègue de mon père, je l'avais rencontré lors de ma première année de fac alors qu'il était, si je me souviens bien, l'assistant de Castellani. [...] Je me suis souvenu de lui à l'époque de Miracle à l'italienne, lorsque Risi avait refusé de me donner le rôle du chirurgien [...] Tozzi] est ensuite venu me demander mon aide pour son film sur Trastevere, qui devait lui permettre de réaliser son vieux rêve de metteur en scène »

— Nino Manfredi.
.

### Attribution des rôles
Le personnage de sora Regina, joué par Mickey Fox (it), est inspiré du personnage réel d'Ada Passari, dite la Crostona, vétérante du cinéma italien qui joue le rôle de sora Filomena dans le film. Nella Gambini, initialement choisie pour jouer la femme de Cesare (sora Paolina), n'a participé qu'au doublage. Les rôles du professeur et de sa femme Delia, joués par Leopoldo Trieste et Milena Vukotic, avaient été initialement proposés à Enrico Maria Salerno et Delia Boccardo, qui ont changé d'avis avant de signer le contrat.
La prestation inhabituelle d'Enzo Cannavale, doublé ici en dialecte romanesco par Fiorenzo Fiorentini. Le scénariste Leonardo Benvenuti, l'un des auteurs des sagas Fantozzi et Mes chers amis, joue cette fois-ci le commissaire de la Guardia di Finanza qui arrête Sœur Rosa.

## Exploitation

### Censure

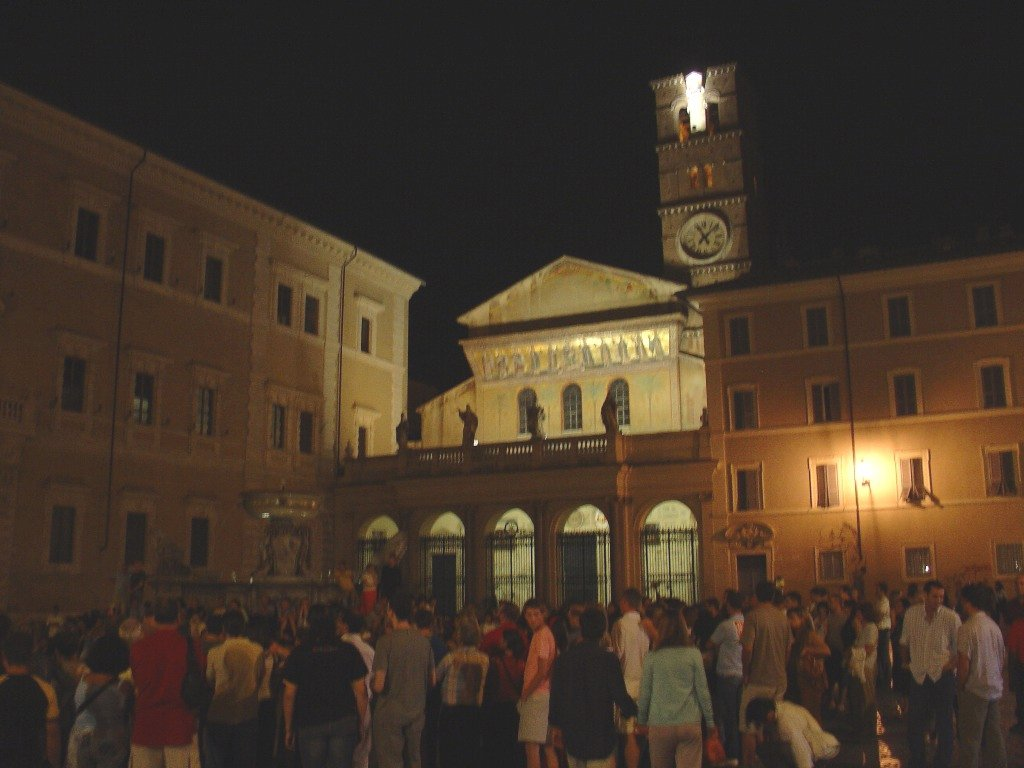
La piazza di Santa Maria in Trastevere de nuit, là où une scène du film a été coupée.

Le film a été amputé de plusieurs séquences à la demande de la commission d'examen. Ces séquences, totalisant 101 mètres, concernent :
- Une scène dans laquelle de jeunes hommes assis sur les marches de la fontaine de la Piazza Santa Maria in Trastevere se livrent à des commentaires injurieux au passage de Rama.
- La séquence dans laquelle Kerry est allongé nu sur la litière dans la maison du comte et se prépare à avoir des rapports sexuels avec lui.
- La séquence où les deux peintres sont à la pêche, où l'un d'eux attrape un préservatif et accuse le pape, et la courte séquence de la blague du « pisseux ».
- Deux séquences à la taverne : celle de l'enfant rapportant à sa mère qu'il a reçu un coup de fourchette dans le derrière et le discours d'un des deux contestataires de la taverne, truffé de gros mots.
- La séquence finale des deux peintres au balcon : la querelle avec ses derniers jurons a été supprimée.
- La scène chez le professeur : le gros plan dans lequel le boucher embrasse les seins de la femme du professeur et le gros plan final du professeur observant la scène ont été supprimés.
- La séquence de gags finale pendant l'arrestation de Carmelo.

D'autres coupes ont été décidées par le producteur Alberto Grimaldi, qui a supprimé les scènes où figuraient des acteurs tels que Martine Brochard (Luisa), Riccardo Garrone (le producteur) et Umberto Orsini (l'acteur). D'autres sont apparus brièvement et sans être mentionnés au générique, tels que : Vittoria Di Silverio, Luciano Pigozzi (Righetto), Carlo Gaddi, Marcella Valeri (sora Nicolina), Franca Scagnetti, pour ses débuts au cinéma.
De son départ du film, Martine Brochard a déclaré plus tard :

« Je devais jouer une jeune toxicomane étrangère qui arrive dans un environnement cossu. Tozzi m'a engagé pour faire le film, qui mettait également en vedette Umberto Orsini, Riccardo Garrone et Nino Manfredi. Le réalisateur était ravi de ma prestation, mais lorsque j'ai vu le film dans les salles, je n'étais plus là : disparue ! »

— Martine Brochard

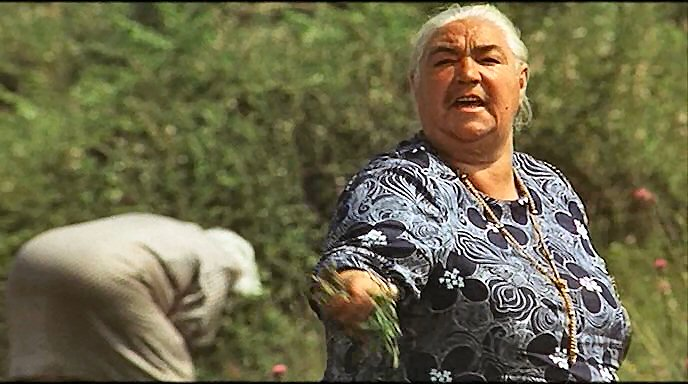
La sora Filomena (Ada Passari) qui prononce la phrase incriminée.

Le film a également été dénoncé pour outrage à la religion par un citoyen de Grosseto qui a assisté à la projection dans un cinéma de sa ville. La phrase incriminée, « pò esse' pure che alla Madonna oggi je rode er culo e nun ce vo' vede », est prononcée par Ada Passari (qui joue le rôle de Filomena sora), lorsque le groupe de madonnare (madones) se distrait en cueillant des chicorées et ne répond pas aux appels de sora Regina qui leur ordonne de revenir sur le chemin. Le juge d'instruction a cependant décidé qu'il n'y avait pas lieu de poursuivre car « la phrase elle-même n'est rien d'autre qu'une expression vulgaire, et certainement irrévérencieuse, pour dire que la Vierge aurait pu être rancunière, ce qui s'accorde bien avec la vulgarité du langage qui caractérise le film en question ; que par conséquent dans la phrase il n'y a ni invective ni propos outrageants à l'égard de la Vierge ».